# The Big Snit
The Big Snit, französischer Titel Le P’tit Chaos, ist ein kanadischer animierter Kurzfilm von Richard Condie aus dem Jahr 1985. Die Scrabble-Szene des Films war Inspiration für die Simpsons-Folge Bart wird ein Genie.

## Inhalt
Ein Mann und eine Frau spielen Scrabble und der Mann ist an der Reihe. Er hat nur noch verschiedene Steine mit dem Buchstaben E zum Auslegen und stapelt diese hin und her. Der Frau wird langweilig und sie geht in ein Nebenzimmer und saugt Staub. Der Mann schaltet den Fernseher an, da eine Sendung beginnt, in der Teenager Baumstämme zersägen. Auch der Mann führt stets eine Säge mit sich und beginnt in Momenten größerer Anspannung, wahllos das Sofa oder den Tisch anzusägen. Während dies die Frau immer wieder stört, ist der Mann von der Angewohnheit der Frau genervt, ihre Augen abzunehmen und so lange zu schütteln, bis die Pupillen wieder in der richtigen Lage sind.
Der Mann schläft vor dem Fernseher ein und der Nachrichtensprecher gibt in einer Eilmeldung durch, dass gerade ein Atomkrieg ausgebrochen ist. Die Katze zerbeißt das Fernsehkabel. Als der Mann erwacht, schaut er sich heimlich die Scrabble-Buchstaben seiner Frau an und wird von ihr erwischt. Es kommt zum Ehestreit, an dessen Ende die Frau weinend das Zimmer verlässt. Der Mann erinnert sich an die gute gemeinsame Zeit und wie alles angefangen hat. Er geht, um sie zu trösten, und schafft es, sie mit Akkordeonmusik aufzuheitern. Die Katze, die vom Mann zwischenzeitlich angesägt wurde, will ausziehen und der Mann öffnet ihr die Haustür. Er wird sofort verstrahlt und wie seine Frau zu einem Engel. Die Landschaft vor ihrer Haustür hat sich zum Paradies gewandelt. Beide gehen ins Haus zurück, um die Scrabble-Partie fortzusetzen.

## Auszeichnungen
The Big Snit gewann zahlreiche internationale Preise, darunter 1986 einen Genie als bester animierter Kurzfilm.
Der Film wurde 1986 für einen Oscar in der Kategorie „Bester animierter Kurzfilm“ nominiert, konnte sich jedoch nicht gegen Anna & Bella durchsetzen.